# 姶良郡
- 令制国一覧 > 西海道 > 大隅国 > 始羅郡
- 日本 > 九州地方 > 鹿児島県 > 姶良郡

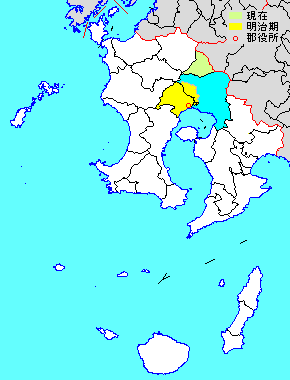
鹿児島県姶良郡の位置（緑：湧水町 薄緑・水色：後に他郡から編入した区域）

姶良郡（あいらぐん）は、鹿児島県（大隅国）の郡。
人口8,370人、面積144.29km²、人口密度58人/km²。（2025年2月1日、推計人口）
以下の1町を含む。
- 湧水町（ゆうすいちょう）

## 郡域
1879年（明治12年）に行政区画として発足した当時の郡域は、下記の区域にあたる。
- 姶良市の全域
- 霧島市の一部（溝辺町各町）

## 歴史
現代の姶良郡は江戸時代、始羅郡（しらぐん）と呼ばれていた。これが古代の大隅国に存在した姶羅郡と混同され、明治期に「姶良」に統一された。古代における「姶羅郡」は現在の鹿屋市付近を指し、中世までに肝属郡に編入された。このため、古代における「姶羅郡」と現代における「姶良郡」の直接の関連はない。

### 近世以前
大隅国成立当初は囎唹郡、和銅7年（714年）以降は桑原郡の一部であった。始羅郡の分立は近世になってからとみられる。

### 近代以降の沿革
- 明治初年時点では全域が薩摩鹿児島藩領であった。「旧高旧領取調帳」に記載されている明治初年時点での村は以下の通り[注 2]。特記以外は全域が現・姶良市。（38村）
  - 溝辺郷 - 竹子村、崎森村、三縄村、有川村、麓村（現・霧島市）
  - 山田郷 - 下名村、大山村、辺川村、上名村、北山村、木津志村
  - 蒲生郷 - 上久徳村、下久徳村、久末村、白男村、北村、西浦村、米丸村、漆村
  - 帖佐郷 - 東餅田村、鍋倉村、三拾町村、深水村、豊留村、中津野村、増田村、寺師村、住吉村、西餅田村、永瀬村
  - 重富郷 - 平松村、船津村、脇元村、触田村[注 3]、春花村[注 3]
  - 加治木郷 - 反土村、小山田村、日木山村、木田村、西別府村
- 明治4年
  - 7月14日（1871年8月29日） - 廃藩置県により鹿児島県の管轄となる。
  - 反土村の一部が分立して加治木町となる。（1町38村）
- 明治12年（1879年）2月17日 - 郡区町村編制法の鹿児島県での施行により、行政区画としての姶良郡が発足。「加治木郡役所」が反土村に設置され、囎唹郡・桑原郡とともに管轄。

### 町村制以降の沿革

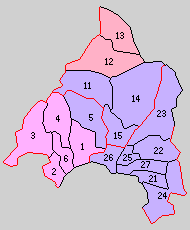
1.加治木村 2.重富村 3.蒲生村 4.山田村 5.溝辺村 6.帖佐村 11.横川村 12.栗野村 13.吉松村 14.牧園村 15.西襲山村 21.敷根村 22.清水村 23.東襲山村 24.福山村 25.国分村 26.西国分村 27.東国分村（紫：霧島市 桃：姶良市 赤：湧水町）

- 明治22年（1889年）4月1日 - 町村制の施行により、各郷に加治木村、重富村、蒲生村[注 4]、山田村、溝辺村、帖佐村[注 5]が発足。（6村）
- 明治30年（1897年）4月1日 - 郡制の施行のため、「加治木郡役所」が管轄する姶良郡・桑原郡・西囎唹郡の区域をもって、改めて姶良郡が発足[2]。以下の各村が本郡の所属となる。（18村）
  - 旧・桑原郡（5村） - 横川村（現・霧島市）、栗野村、吉松村（現・湧水町）、牧園村、西襲山村（現・霧島市）
  - 旧・西囎唹郡（7村） - 敷根村、清水村、東襲山村［第1次］、福山村、国分村、西国分村、東国分村（現・霧島市）
- 明治31年（1897年）4月1日 - 郡制を施行。
- 明治45年（1912年）6月1日 - 加治木村が町制施行して加治木町となる。（1町17村）
- 大正12年（1923年）4月1日 - 郡会が廃止。郡役所は存続。
- 大正15年（1926年）
  - 4月1日 - 国分村が町制施行して国分町となる。（2町16村）
  - 7月1日 - 郡役所が廃止。以降は地域区分名称となる。
- 昭和3年（1928年）11月1日 - 蒲生村が町制施行して蒲生町となる。（3町15村）
- 昭和4年（1929年）
  - 10月10日 - 西国分村が町制施行・改称して隼人町（第1次）となる。（4町14村）
  - 11月1日 - 福山村が町制施行して福山町となる。（5町13村）
- 昭和5年（1930年）1月1日 - 西襲山村が改称して日当山村となる。
- 昭和7年（1932年）4月1日 - 栗野村が町制施行して栗野町となる。（6町12村）
- 昭和10年（1935年）7月10日 - 東襲山村（第1次）が改称して霧島村となる。
- 昭和15年（1940年）
  - 2月16日 - 横川村が町制施行して横川町となる。（7町11村）
  - 4月1日 - 牧園村が町制施行して牧園町となる。（8町10村）
- 昭和17年（1942年）4月1日 - 帖佐村が町制施行して帖佐町となる。（9町9村）
- 昭和22年（1947年）11月3日 - 霧島村の一部（大字重久の一部）が国分町に編入。
- 昭和23年（1948年）11月1日 - 日当山村の一部（大字朝日）が隼人町に編入。
- 昭和25年（1950年）4月1日
  - 霧島村の一部（大字重久・松永の各一部[注 6]）が分立して東襲山村（第2次）が発足。（9町10村）
  - 霧島村の一部（大字松永の大部分および大字重久の一部[注 7]）が日当山村に編入（霧島村に残った重久の一部は永水と改称）。
- 昭和27年（1952年）10月10日 - 山田村の一部（辺川）が加治木町に編入。
- 昭和28年（1953年）
  - 2月11日 - 吉松村が町制施行して吉松町となる。（10町9村）
  - 5月3日 - 日当山村が町制施行して日当山町となる。（11町8村）
- 昭和29年（1954年）
  - 4月1日（10町6村）
    - 隼人町・日当山町および清水村の一部（姫城の一部[注 8]）が合併して隼人日当山町が発足。
    - 国分町・東襲山村および清水村の残部が合併し、改めて国分町が発足。

  - 5月10日 - 国分町・東国分村・敷根村が合併し、改めて国分町が発足。（10町4村）
- 昭和30年（1955年）
  - 1月1日（10町2村）
    - 山田村の一部（大字木津志の一部[注 9]）が蒲生町に編入。
    - 帖佐町・重富村および山田村の残部が合併して姶良町が発足。

  - 2月1日 - 国分町が市制施行して国分市となり、郡より離脱。（9町2村）
- 昭和32年（1957年）4月1日 - 隼人日当山町が改称して隼人町（第2次）となる。
- 昭和33年（1958年）11月3日 - 霧島村が町制施行して霧島町となる。（10町1村）
- 昭和34年（1959年）4月1日 - 溝辺村が町制施行して溝辺町となる。（11町）
- 平成17年（2005年）
  - 3月22日 - 栗野町・吉松町が合併して湧水町が発足。（10町）
  - 11月7日 - 溝辺町・横川町・牧園町・霧島町・隼人町・福山町が国分市と合併して霧島市が発足し、郡より離脱。（4町）
- 平成22年（2010年）3月23日 - 加治木町・姶良町・蒲生町が合併して姶良市が発足し、郡より離脱。（1町）

### 変遷表
|  | 明治22年4月1日    | 明治22年 - 明治45年   | 大正1年 - 大正15年  | 昭和1年 - 昭和20年              | 昭和21年 - 昭和29年          | 昭和21年 - 昭和29年         | 昭和21年 - 昭和29年    | 昭和31年 - 昭和64年         | 平成1年 - 現在         | 現在   |
|  | ----------------- | --------------------- | ------------------- | ------------------------------- | ---------------------------- | --------------------------- | ---------------------- | --------------------------- | ---------------------- | ------ |
|  | 加治木村          | 明治45年6月1日 町制   | 加治木町            | 加治木町                        | 加治木町                     | 加治木町                    | 加治木町               | 加治木町                    | 平成22年3月23日 姶良市 | 姶良市 |
|  | 帖佐村            | 帖佐村                | 帖佐村              | 昭和17年4月1日 町制             | 帖佐町                       | 帖佐町                      | 帖佐町                 | 昭和30年1月1日 姶良町       | 平成22年3月23日 姶良市 | 姶良市 |
|  | 重富村            | 重富村                | 重富村              | 重富村                          | 重富村                       | 重富村                      | 重富村                 | 昭和30年1月1日 姶良町       | 平成22年3月23日 姶良市 | 姶良市 |
|  | 山田村            | 山田村                | 山田村              | 山田村                          | 山田村                       | 山田村                      | 山田村                 | 昭和30年1月1日 姶良町       | 平成22年3月23日 姶良市 | 姶良市 |
|  | 山田村            | 山田村                | 山田村              | 山田村                          | 山田村                       | 山田村                      | 山田村                 | 昭和30年1月1日 蒲生町に編入 | 平成22年3月23日 姶良市 | 姶良市 |
|  | 蒲生村            | 蒲生村                | 蒲生村              | 昭和3年11月1日 町制             | 蒲生町                       | 蒲生町                      | 蒲生町                 | 蒲生町                      | 平成22年3月23日 姶良市 | 姶良市 |
|  | 溝辺村            | 溝辺村                | 溝辺村              | 溝辺村                          | 溝辺村                       | 溝辺村                      | 溝辺村                 | 昭和34年4月1日 町制         | 平成17年11月7日 霧島市 | 霧島市 |
|  | 西囎唹郡 福山村   | 明治30年4月1日 姶良郡 | 福山村              | 昭和4年11月1日 町制             | 福山町                       | 福山町                      | 福山町                 | 福山町                      | 平成17年11月7日 霧島市 | 霧島市 |
|  | 西囎唹郡 東襲山村 | 明治30年4月1日 姶良郡 | 東襲山村            | 昭和10年7月10日 改称 霧島村     | 霧島村                       | 霧島村                      | 霧島村                 | 昭和33年11月3日 町制        | 平成17年11月7日 霧島市 | 霧島市 |
|  | 西囎唹郡 東襲山村 | 明治30年4月1日 姶良郡 | 東襲山村            | 昭和10年7月10日 改称 霧島村     | 昭和25年4月1日 分立 東襲山村 | 昭和29年4月1日 国分町       | 昭和29年5月10日 国分町 | 昭和30年2月1日 市制         | 平成17年11月7日 霧島市 | 霧島市 |
|  | 西囎唹郡 敷根村   | 明治30年4月1日 姶良郡 | 敷根村              | 敷根村                          | 敷根村                       | 敷根村                      | 昭和29年5月10日 国分町 | 昭和30年2月1日 市制         | 平成17年11月7日 霧島市 | 霧島市 |
|  | 西囎唹郡 東国分村 | 明治30年4月1日 姶良郡 | 東国分村            | 東国分村                        | 東国分村                     | 東国分村                    | 昭和29年5月10日 国分町 | 昭和30年2月1日 市制         | 平成17年11月7日 霧島市 | 霧島市 |
|  | 西囎唹郡 国分村   | 明治30年4月1日 姶良郡 | 大正15年4月1日 町制 | 国分町                          | 国分町                       | 昭和29年4月1日 国分町       | 昭和29年5月10日 国分町 | 昭和30年2月1日 市制         | 平成17年11月7日 霧島市 | 霧島市 |
|  | 西囎唹郡 清水村   | 明治30年4月1日 姶良郡 | 清水村              | 清水村                          | 清水村                       | 昭和29年4月1日 国分町       | 昭和29年5月10日 国分町 | 昭和30年2月1日 市制         | 平成17年11月7日 霧島市 | 霧島市 |
|  | 西囎唹郡 清水村   | 明治30年4月1日 姶良郡 | 清水村              | 清水村                          | 清水村                       | 昭和29年4月1日 隼人日当山町 | 隼人日当山町           | 昭和32年4月1日 改称 隼人町  | 平成17年11月7日 霧島市 | 霧島市 |
|  | 西囎唹郡 西国分村 | 明治30年4月1日 姶良郡 | 西国分村            | 昭和4年10月10日 町制改称 隼人町 | 隼人町                       | 昭和29年4月1日 隼人日当山町 | 隼人日当山町           | 昭和32年4月1日 改称 隼人町  | 平成17年11月7日 霧島市 | 霧島市 |
|  | 桑原郡 西襲山村   | 明治30年4月1日 姶良郡 | 西襲山村            | 昭和5年1月1日 改称 日当山村     | 昭和28年5月3日 町制          | 昭和29年4月1日 隼人日当山町 | 隼人日当山町           | 昭和32年4月1日 改称 隼人町  | 平成17年11月7日 霧島市 | 霧島市 |
|  | 桑原郡 牧園村     | 明治30年4月1日 姶良郡 | 牧園村              | 昭和15年4月1日 町制             | 牧園町                       | 牧園町                      | 牧園町                 | 牧園町                      | 平成17年11月7日 霧島市 | 霧島市 |
|  | 桑原郡 横川村     | 明治30年4月1日 姶良郡 | 横川村              | 昭和15年2月16日 町制            | 横川町                       | 横川町                      | 横川町                 | 横川町                      | 平成17年11月7日 霧島市 | 霧島市 |
|  | 桑原郡 栗野村     | 明治30年4月1日 姶良郡 | 栗野村              | 昭和7年4月1日 町制              | 栗野町                       | 栗野町                      | 栗野町                 | 栗野町                      | 平成17年3月22日 湧水町 | 湧水町 |
|  | 桑原郡 吉松村     | 明治30年4月1日 姶良郡 | 吉松村              | 吉松村                          | 昭和28年2月11日 町制         | 吉松町                      | 吉松町                 | 吉松町                      | 平成17年3月22日 湧水町 | 湧水町 |

## 行政
歴代郡長
出典
| 代 | 氏名       | 就任年月日               | 退任年月日                 | 備考                                          |
| -- | ---------- | ------------------------ | -------------------------- | --------------------------------------------- |
| 1  | 二階堂智行 | 明治30年（1897年）4月1日 | 明治33年（1900年）12月28日 | 明治33年12月28日休職、明治35年2月12日退官     |
| 2  | 佐藤良之助 | 明治33年12月28日         | 明治38年（1905年）7月6日   | 鹿児島郡長から転任 熊毛郡長に転任             |
| 3  | 岩脇武男   | 明治38年7月6日           | 明治40年（1907年）7月22日  | 日置郡長から転任 薩摩郡長に転任               |
| 4  | 大山綱任   | 明治40年7月22日          | 明治43年（1910年）12月23日 | 鹿児島郡長に転任 姶良郡立工業徒弟学校初代校長 |
| 5  | 肝付勇吉   | 明治43年12月23日         | 大正8年（1919年）11月17日  | 出水郡長から転任 大島島司へ転任               |
| 6  | 楠田正義   | 大正8年11月17日          | 大正15年（1926年）6月30日  | 川辺郡長から転任 郡役所廃止により廃官         |